# Ângela Rodrigues Alves
Ângela Rodrigues Alves (São Paulo, 19 de agosto de 1955) é uma jornalista e ecologista brasileira. Ex-âncora e repórter do Jornal da Band, da Rede Bandeirantes, atualmente está à frente da ONG Fiscais da Natureza, a qual produz documentários ambientais para a televisão brasileira e estrangeira.
Rosto presente na mídia eletrônica das décadas de 80 e 90, a jornalista atuou profissionalmente em vários programas televisivos, entre eles Mulheres, na TV Gazeta (logo no início do programa, em 1980), O Repórter, conjuntamente com César Filho e William Bonner, Jornal da Band e Jornal da Noite, ambos na TV Bandeirantes. Atualmente dedica-se à ONG «Fiscais da Natureza», fundada por ela mesma, e focou-se de vez no jornalismo ambiental. Nesse nicho profissional vem produzindo documentários cujo tema é a preservação do meio ambiente e a luta contra a degradação causada pelo homem à natureza. A jornalista também participou do filme O Milagre - O Poder da Fé, de 1979.
Ângela Rodrigues Alves foi casada com o escritor Ignácio de Loyola Brandão entre 1979 e 1982, e em 1987 casou-se com Arnaldo Wortsman, com quem teve uma filha. Mais tarde o casal se divorciaria. A jornalista é uma das mais antigas moradoras do bairro paulistano de Interlagos, no qual vive desde 1979.